# Cyclodorippoidea
Cyclodorippoidea is een superfamilie van kreeftachtigen uit de klasse van de Malacostraca (hogere kreeftachtigen).

## Families
- Cyclodorippidae Ortmann, 1892
- Cymonomidae Bouvier, 1898
- Phyllotymolinidae Tavares, 1998